# Lagen (1918:422) om fattigvården
Lagen (1918:422) om fattigvården var en svensk lag, som trädde i kraft den 1 januari 1919. Stort ansvar lades på Länsstyrelserna.